# Zārūkī
Zārūkī (persiska: زاروکی) är en ort i Iran.   Den ligger i provinsen Kerman, i den sydöstra delen av landet, 1 000 km sydost om huvudstaden Teheran. Zārūkī ligger 536 meter över havet och antalet invånare är 269.
Terrängen runt Zārūkī är platt. Runt Zārūkī är det glesbefolkat, med 8 invånare per kvadratkilometer. Närmaste större samhälle är Maḩţūţābād, 14,8 km norr om Zārūkī. Trakten runt Zārūkī är ofruktbar med lite eller ingen växtlighet.